# 第3號交響曲 (葛瑞茲基)

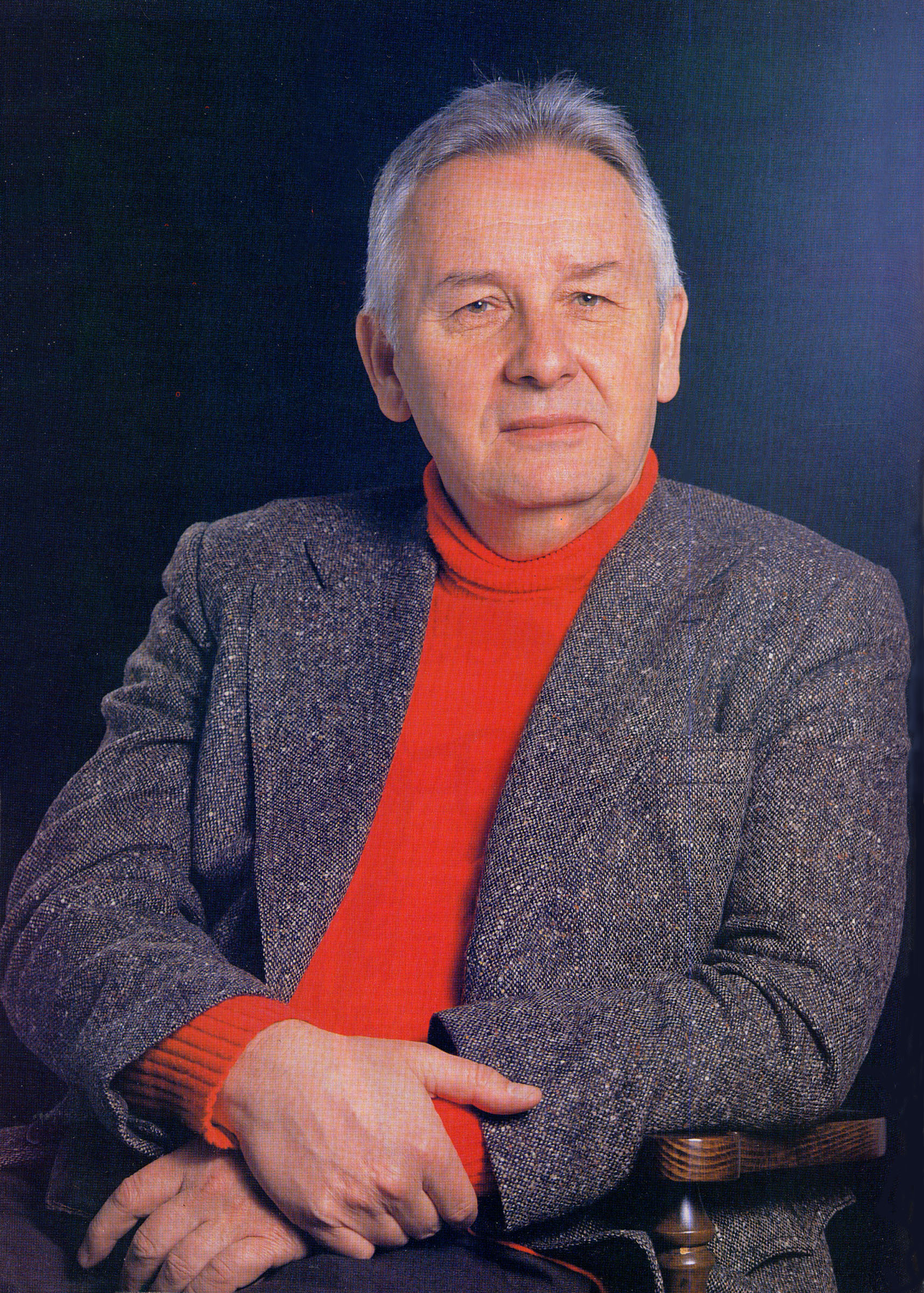
亨利克·葛瑞茲基，1993年

《第三號交響曲》Op.36，又名「悲愁之歌」或「悲歌」（波蘭語：Symfonia pieśni żałosnych），是1976年10月到12月間由波蘭作曲家亨利克·葛瑞茲基在波蘭卡托維茲創作的交響曲。全曲共三個樂章，呈現葛瑞茲基從早期不協和、無調性音樂風格，到他後期調性音樂的過渡。它於1977年4月4日在魯瓦揚國際藝術節首演，由布爾指揮、沃伊特維茨演唱女高音。
最初，本作於1977年首度公開，但前衛音樂界所給予的評論都極差，指責葛瑞茲基偏離了自己早年的無調性前衛樂風，在此曲中竟回歸到優美的旋律與有調性音樂，變得太媚俗。雖然樂評界予以惡評，但在古典音樂領域內，此首交響曲卻慢慢得到許多共鳴，尤其在電影圈和劇場界，一些導演與創作者引用此曲作為背景配樂，讓此曲逐漸累積起人氣。1991年，由美國指揮家大衛·辛曼所指揮、倫敦小交響樂團演奏的此曲唱片錄音，意外賣出70萬張的佳績，登上了英國暢銷排行榜第六名，並在席捲美國古典暢銷榜，獲得連續38週的冠軍，賣出100萬張的驚人銷量，讓作曲家本人都深感意外。能夠獲得如此銷售紀錄的20世紀現代交響曲絕無僅有。
交響曲的三個樂章皆為慢板，由女高音在各樂章獨唱一段波蘭文歌詞。第一樂章取材自十五世紀，波蘭基督教修道院的聖母瑪麗亞悼歌；第二樂章，描述二次大戰期間被納粹秘密警察囚禁的女孩，臨死前在牢房牆上留給母親的一段話；第三樂章選用西利西亞方言民謠，敘述一名母親尋找她在西利西亞起義死去的兒子的屍體。第一和第三樂章以失去子女的父母為主體，第二樂章則透過和父母分別的孩子發聲。交響曲以戰爭為背景，帶有強烈安魂曲色彩，傳達母親與子女離別之思。